# Sporting Clube do Sabugal
El SC Sabugal es un equipo de fútbol de Portugal que juega en la Primera División de Guarda, la cuarta categoría de fútbol en el país.

## Historia
Fue fundado en el año 1939 en la ciudad de Sabugal en el distrito de Guarda, aunque el club es más reconocido por su sección de fútbol sala, la cual ha obtenido mayores logros que la de fútbol.
El club de fútbol ha pasado la mayoría de su historia en la Segunda División Regional, ni tan siquiera ha sido un equipo contendiente en su propia región, eso hasta que en la temporada 2014/15 consiguieron ganar por primera vez el título regional con lo que no solo lograron ascender a nivel nacional por primera vez en su historia, sino que también clasificaron para la Copa de Portugal para la temporada 2015/16.

## Palmarés
- Primera División de Guarda: 1

2014/15